# ذعرة رمداء

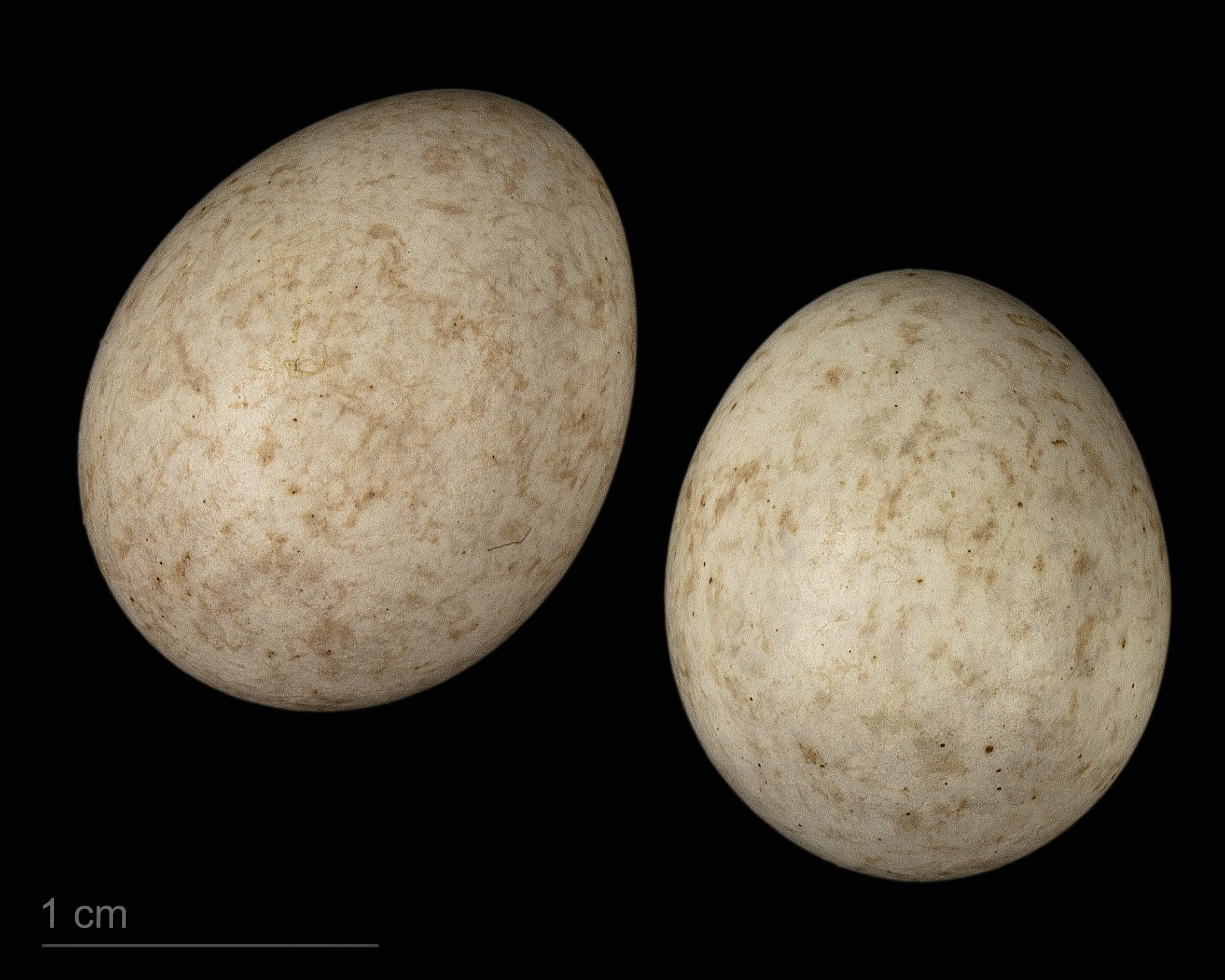
بيض الذعرة الرمداء

الذُّعَرَة الرمداء أو الرمادية أو الزِّيْطَة أو أم صُفَيْدَة ويسمى أيضا أبوفصادة رمادي (الاسم العلمي: Motacilla cinerea) (بالإنجليزية: Grey Wagtail)‏ هو طائر ينتمي إلى طيور التمرة وأم عجلان (فصيلة: Motacillidae). طائر من القواطع طوله نحو 20 سم. ثوبه إلى الربدة السمراء يعلوه مُوَاجٌ أصفر. عنقه وسقطاه سود. محسراه إلى الرمادي. بطنه إلى السمرة يعلوه مواج كبريتي. يألف المناقع وضفاف الأنهار.